# Свобода (тижневик)
«Свобода» — культурно-політичний тижневик в Ужгороді 1922—1938, продовження «Науки», спочатку непартійна, з 1925 — орган Християнської Народної Партії Підкарпатської Руси. Головний редактор — о. А. Волошин.
1938 року «Свобода» перетворилася на всеукраїнський щоденник «Нова Свобода». Засновниками були А. Волошин і Ю. Ревай; відповідальними редакторами працювали Ф. Ревай, а з кінця січня 1939 року В. Ґренджа-Донський.
Газета підтримувала послідовну проукраїнську позицію та опиралася русифікації, яку проводило на Закарпатті впливове Товариство імени Олександра Духновича.
Не випускалася після угорської окупації Закарпаття.